# Svatba podle Margot
Svatba podle Margot (v anglickém originále Margot at the Wedding) je americký dramatický film z roku 2007. Režisérem filmu je Noah Baumbach. Hlavní role ve filmu ztvárnili Nicole Kidman, Jennifer Jason Leigh, Jack Black, John Turturro a Ciarán Hinds.

## Obsazení
| Nicole Kidman        | Margot        |
| Jennifer Jason Leigh | Pauline       |
| Jack Black           | Malcolm       |
| John Turturro        | Jim           |
| Ciarán Hinds         | Dick Koosman  |
| Halley Feiffer       | Maisy Koosman |
| Seth Barrish         | Toby          |
| Michael Cullen       | pan Volger    |